# Área de Conservação da Paisagem de Sepaste
A Área de Conservação da Paisagem de Sepaste é um parque natural localizado no condado de Hiiu, na Estónia.
A área do parque natural é de 37 hectares.
A área protegida foi fundada em 1998 para proteger a floresta de carvalhos e a biodiversidade na aldeia de Sepaste (freguesia de Emmaste).